# Frisol (equipo ciclista)
El Frisol fue un equipo ciclista neerlandés que compitió profesionalmente entre el 1973 y el 1977. 

## Principales victorias
- A través de Flandes: Cees Priem (1975)
- Amstel Gold Race: Jan Raas (1977)
- Milán-San Remo: Jan Raas (1977)

### A las grandes vueltas
- Tour de Francia:
  - 3 participaciones (1974, 1975, 1977)
  - 7 victorias de etapa :
    - 1 el 1974: Henk Poppe
    - 3 el 1975: Cees Priem, Theo Smit (2)
    - 3 el 1977: Jan Raas, Fedor den Hertog, Paul Wellens

  - 0 clasificación final:
  - 0 clasificación secundaria:

- Giro de Italia
  - 1 participaciones (1975)
  - 0 victorias de etapa:
  - 0 clasificación secundaria:

- Vuelta a España
  - 3 participaciones (1975, 1976, 1977)
  - 8 victorias de etapas :
    - 2 el 1975: Donald Allan, Hennie Kuiper
    - 4 el 1976: Roger Gilson, Theo Smit (2), Cees Priem
    - 2 el 1977: Fedor den Hertog, Cees Priem

  - 0 clasificación secundaria: